# Crescencio Gutiérrez
Crescencio Gutiérrez (Guadalajara, 26 de outubro de 1933 – Zapopan, 21 de julho de 2025) foi um futebolista mexicano que competiu na Copa do Mundo FIFA de 1958.

## Morte
Gutiérrez morreu no dia 21 de julho de 2025, aos 93 anos.